# Cité des couteliers
 (mars 2025).
Motif : où sont les sources secondaires centrées démontrant la notoriété du sujet ?
- Archive Wikiwix
- Bing
- Cairn
- DuckDuckGo
- E. Universalis
- Gallica
- Google
- G. Books
- G. News
- G. Scholar
- Persée
- Qwant
- (zh) Baidu
- (ru) Yandex
- (wd) trouver des œuvres sur Wikidata

| 1. | Préciser le motif de la pose du bandeau. | Précisez le motif de la pose du bandeau en utilisant la syntaxe suivante : {{admissibilité à vérifier\|date=mars 2025\|motif=remplacez ce texte par le motif}}                           |
| 2. | Informer les utilisateurs concernés.     | Pensez à avertir le créateur de l'article, par exemple, en insérant le code ci-dessous sur sa page de discussion : {{subst:avertissement admissibilité à vérifier\|Cité des couteliers}} |

La Cité des couteliers est une salle d'exposition située à Thiers dans le Puy-de-Dôme.

## Historique
Cet espace destiné à la promotion de la coutellerie thiernoise a ouvert ses portes en octobre 2014 dans une maison à colombage,. La cité des couteliers est le fruit de la collaboration entre la Ville de Thiers, la Fédération Française de la Coutellerie, Esprit de Thiers, la Confrérie du couteau LE THIERS, quelques chefs d’entreprise et artisans couteliers. La Cité des couteliers se définit comme un véritable lieu d’information et de communication destiné à valoriser la modernité et la haute technicité de la production coutelière thiernoise actuelle,. 